# Абдан
Абдан, або Абдун, або Ау Дан (перс. آبدان) — невелике місто на півдні Ірану, у провінції Бушир. Входить до складу шахрестану Деєр.

## Географія
Місто розташоване в південній частині Буширу, на рівнині Гермсир, між узбережжям Перської затоки і хребтами південно-західного Загросу, на висоті 17 метрів над рівнем моря.
Абдан розташоване на відстані приблизно 130 кілометрів на південний схід від Бушира, адміністративного центру провінції і на відстані 840 кілометрів на південь від Тегерана, столиці країни.

## Населення
На 2006 рік населення становило 6058 чоловік. У національному складі переважають перси, у конфесійному — мусульмани-шиїти.
| Іран | Це незавершена стаття з географії Ірану. Ви можете допомогти проєкту, виправивши або дописавши її. |

1. ↑  جمعیت به تفکیک تقسیمات کشوری